# Laterite

## Caratteristiche
Quasi tutti i tipi di roccia possono essere profondamente decomposti se sottoposti a lungo a una combinazione di piogge intense e temperature relativamente elevate. L'acqua piovana infiltrandosi causa lo scioglimento dei minerali dello strato roccioso e diminuisce la percentuale di elementi maggiormente solubili, quali sodio, potassio, calcio, magnesio e silicio. In tal modo si innalzano le percentuali relative di elementi meno solubili, come ferro ed alluminio. Le lateriti sono composte principalmente di minerali quali caolinite, goethite, ematite e gibbsite che si formano con la meteorizzazione. Inoltre molte lateriti contengono quarzo quale residuo della roccia originaria, in quanto si tratta di un minerale relativamente stabile. La presenza della goethite e dell'ematite, che sono ossidi di ferro, è all'origine del loro colore rosso-marrone.
Lo strato di laterite di solito ha uno spessore di pochi metri, ma in alcuni casi può essere molto più profondo. La sua formazione è favorita da uno scarso dislivello del terreno, che limita l'erosione della superficie ad opera delle acque piovane. Le lateriti presenti in aree non-tropicali sono il prodotto di epoche geologiche precedenti. La parte superiore dello strato lateritico è costituita dai suoli lateritici; nella scienza del suolo vengono loro attribuiti denominazioni specifiche: oxisol, latosol e suolo ferrallitico.
Nelle scienze della Terra vengono definiti lateriti solo i prodotti della meteorizzazione che dal punto di vista chimico e mineralogico sono più fortemente alterati. Li si deve distinguere dalle saproliti, che presentano un grado di alterazione minore e sono anch'esse molto diffuse nelle aree tropicali. Entrambe le formazioni possono essere classificate come rocce residue.

## Usi
Le lateriti possono essere soffici e friabili o compatte e fisicamente resistenti. Le varietà indurite vengono talvolta tagliate a blocchi e usate a guisa di mattoni nella costruzione di edifici. Il primo ad usare il termine laterite fu nel 1807 il medico inglese Francis Buchanan-Hamilton, che nel corso dei suoi viaggi di studio nel sud dell'India notò l'uso nelle costruzioni di un materiale rossastro che veniva tagliato facilmente in blocchi dal terreno e si induriva rapidamente all'aria, dall'aspetto poroso ed evidentemente ricco di ferro.
I templi Khmer nel Sud-est asiatico furono spesso costruiti in laterite, anche se verso il XII secolo gli architetti Khmer divennero abili e sicuri nell'uso dell'arenaria come principale materiale di costruzione. La maggioranza delle parti visibili di Angkor Wat sono costruite in blocchi di arenaria, mentre la laterite fu usata per i muri perimetrali e gli elementi interni di sostegno (dato l'aspetto spugnoso e la difficile lavorabilità una volta solidificata all'aria), che sono sopravvissuti per 1000 anni. Varietà indurite di laterite furono usate anche nella costruzione di strade lastricate. Al giorno d'oggi la ghiaia grossa di laterite viene utilizzata negli acquari, dove favorisce la crescita di piante tropicali.

## Importanza nell'industria estrattiva
La laterizzazione è molto importante anche nella formazione di depositi di minerale grezzo. La bauxite, una varietà di laterite ricca in alluminio, si può formare da diversi tipi di roccia madre se la percolazione è davvero elevata e causa un'alta estrazione della silice ed un equivalente arricchimento degli idrossidi di alluminio, soprattutto gibbsite.
La laterizzazione delle rocce magmatiche ultrafemiche (serpentinite, dunite o peridotite contenenti circa lo 0,2 – 0,3% di nickel) spesso porta a un aumento considerevole della concentrazione di nickel. Devono essere distinti due tipi di minerale lateritico di nickel. Il primo è la limonite nichelifera (minerale di ossido di nickel), molto ricca di ferro, presente negli strati più superficiali, contiene legato alla goethite l'1-2% di nichel, la cui ricchezza dipende da un forte impoverimento in magnesio e silice. Al di sotto di questa zona, può formarsi un minerale di silicato di nickel, spesso contenente più del 2% di nickel incorporato in silicati, in primo luogo serpentino. In tasche e fessure della serpentinite può essere presente in quantità minime la falcondoite, o garnierite, roccia verde con altissimo contenuto di nickel, dal 20 al 40%. Si trova legato in fillosilicati di recente formazione. Tutto il nickel nella zona dei silicati deriva dal percolamento dalla soprastante zona della goethite. L'assenza di tale zona è dovuta all'erosione.